# Praça do Suspiro
Praça do Suspiro está situada no centro da cidade de Nova Friburgo, sendo considerada como um dos seus maiores pontos turísticos. Em janeiro de 2011, foi totalmente destruída na enchente que caiu sobre Nova Friburgo e demais municípios da Região Serrana. Em 2014, a praça foi revitalizada.

## Atrações
Nos finais de semana, encontram-se no local passeios de charrete e barracas de artesanato.
- A Fonte do Suspiro

Em dezembro de 2014, a Fonte foi reinaugurada, após sofrer fortes danos na tragédia climática de 2011.
- O Corredor Cultural

Foi criado para promover a regionalização da cultura dos 13 municípios que compõem a Região Serrana, rica em diversas manifestações artísticas.
- O Teleférico do Suspiro

É o maior teleférico de cadeiras duplas do país, e tem dois níveis. No primeiro nível, existem máquinas de fliperama e uma pista de boliche. É possível fazer caminhadas ecológicas. No segundo nível, se tem uma bela vista de Nova Friburgo.
- O Tiro de Guerra

Foi criado em 15 de agosto de 1909.
- A Primeira Igreja Batista

Foi fundada em 21 de outubro de 1911.
- Capela de Santo Antônio

Foi inaugurada em 1884 sem torre sineira e sacristia, teve sua pedra fundamental lançada em 1879.